# Шклярка (Нижньосілезьке воєводство)
Шклярка (пол. Szklarka) — село в Польщі, у гміні Бистшиця-Клодзька Клодзького повіту Нижньосілезького воєводства.
Населення — 86 осіб (2011).
У 1975-1998 роках село належало до Валбжиського воєводства.

## Демографія
Демографічна структура станом на 31 березня 2011 року:
|          | Загалом | Допрацездатний вік | Працездатний вік | Постпрацездатний вік |
| -------- | ------- | ------------------ | ---------------- | -------------------- |
| Чоловіки | 39      | 4                  | 31               | 4                    |
| Жінки    | 47      | 9                  | 29               | 9                    |
| Разом    | 86      | 13                 | 60               | 13                   |